# Amokfahrt von Karlsruhe
Bei der Amokfahrt von Karlsruhe vom 29. August 1985 in den Karlsruher Höhenstadtteilen wurden fünf Menschen getötet und vier weitere schwer verletzt. Der Täter begann seine Amokfahrt im Stadtteil Grünwettersbach, fuhr mit einem entwendeten Pkw über Wolfartsweier in die Bergwaldsiedlung und von dort aus weiter nach Hohenwettersbach. Auf dieser Strecke tötete und verletzte er anscheinend wahllos Passanten und Anwohner. Wieder in Grünwettersbach angekommen, wurde er nach seiner 45-minütigen Amokfahrt von der Polizei gestellt und ließ sich widerstandslos festnehmen.

## Täter
Der Täter, ein arbeitsloser Dreher, war zum Zeitpunkt der Tat 32 Jahre alt und lebte im Haus seiner verstorbenen Eltern im Waldbronner Ortsteil Busenbach, in dem er auch aufgewachsen war.
Er lebte ohne Sozialkontakte abgeschottet in verwahrlosten Verhältnissen und war mehrfach straffällig geworden; so wurden 1981 und 1982 bei Hausdurchsuchungen Schusswaffen sichergestellt und er zu einer zehnmonatigen Haftstrafe verurteilt, die zur Bewährung ausgesetzt wurde. Schon länger bestehende psychische Probleme in Form von Verfolgungswahn, die sich auch in Gewalt gegenüber seiner Halbschwester äußerten, traten nun deutlich zutage.
Mehrere Versuche des Bewährungshelfers und der verbliebenen Familienmitglieder, den Täter zu einer Untersuchung zu bewegen bzw. die Untersuchung und eine eventuelle Einweisung in eine Psychiatrie von den zuständigen Behörden anordnen zu lassen, scheiterten. Ende August 1985 war das Erbe seiner Eltern, von dem der Täter bis dahin gelebt hatte, aufgebraucht und der Täter befand sich in akuter Geldnot.

## Tathergang
Am Tag der Tat, einem sonnigen Donnerstag, war der Täter verzweifelt. Er hatte noch 8 DM und nichts mehr zu essen im Haus.
Im Garten seines Hauses grub er daraufhin einen dort versteckten großkalibrigen Revolver aus, den er als Dekorationswaffe gekauft und wieder für scharfe Munition funktionsfähig gemacht hatte. Die dazugehörige Dumdum-Munition hatte er selbst präpariert.

### Misslungener Banküberfall
Der Täter beschloss, eine Bank in Palmbach zu überfallen, informierte sich vorher jedoch nicht über die Öffnungszeiten. Gegen 16:50 Uhr bestieg er in Busenbach sein Mofa und fuhr zu der Bankfiliale nach Palmbach, die um diese Uhrzeit geschlossen hatte. Daher fuhr er von Palmbach weiter nach Grünwettersbach und erreichte gegen 17 Uhr die am Ortsrand gelegene Aral-Tankstelle in der Wiesenstraße.

### Entwendung eines Autos
An der Tankstelle wollte der Täter ein Auto entwenden und forderte von einem Mann die Autoschlüssel; dieser sagte ihm, dass die Schlüssel an der Kasse lägen, woraufhin der Täter die Verkaufsräume betrat. Der Kassiererin, die ihm beim Anblick der Waffe das Geld aus der Kasse hinlegte, teilte er mit, dass er kein Geld, sondern lediglich die Autoschlüssel haben wolle.
Ein 65 Jahre alter Rentner, der als unbeteiligter Kunde anwesend war, ging währenddessen auf den Täter zu, legte die Hand auf die Waffe und sagte dem Täter, er solle „keinen Blödsinn machen“. Als der Täter weiter rückwärts zurückwich und der Rentner ihm folgte, stieß der Täter mit dem Rücken an einen Warenständer. Daraufhin gab der Täter drei Schüsse auf ihn ab, der Rentner verstarb an seinen Verletzungen.
Wieder im Freien schoss er auf zwei weitere Kunden, die von den Geschehnissen noch nichts mitbekommen hatten: einen Mann und eine 32-jährige Frau, die er beide traf und schwer verletzte. Anschließend stieg er in ein Auto, das an einer Zapfsäule stand, und begann seine Amokfahrt. Er fuhr über die Wiesenstraße und die Straße „Am Wetterbach“ über die L623 nach Wolfartsweier, vorbei am Zündhütle und von dort aus weiter auf die K9652/Tiefentalstraße in Richtung Hohenwettersbach.

### Amokfahrt
Der Täter begann nun, auf seiner Fahrt wahllos auf unbeteiligte Menschen zu schießen. Auf der K9652/Tiefentalstraße schoss er von hinten auf eine 43-jährige Radfahrerin, die bergauf in Richtung Hohenwettersbach fuhr. Sie stürzte verletzt zu Boden. Der Täter hielt an, stieg aus und schoss der Frau noch drei Mal aus nächster Nähe in den Kopf. Die Frau verstarb am Tatort.
Danach setzte der Täter seine Fahrt zunächst in die Bergwaldsiedlung fort. In der Straße des Roten Kreuzes sah er eine 60-jährige Frau zusammen mit ihrem 29-jährigen Sohn im Garten arbeiten. Er gab aus dem heruntergekurbelten Autofenster heraus fünf Schüsse auf die beiden ab, traf die Mutter drei Mal und den Sohn zwei Mal in den Rücken. Beide verstarben kurze Zeit später.
In der gleichen Straße traf er etwa 200 Meter weiter auf drei Frauen, die aus einem Haus kamen und in ein Auto steigen wollten. Aus dem Autofenster schoss er drei Mal auf die Gruppe. Ein Projektil schlug in ein geparktes Auto ein und blieb dort stecken; beim zweiten und dritten Schussversuch versagte die Waffe. Die Frauen gingen hinter dem Auto in Deckung und blieben unverletzt; der Täter fuhr daraufhin weiter nach Hohenwettersbach und von dort aus über Feldwege in Richtung des Batzenhofes. Auf einem Feldweg machte er eine Zigarettenpause, lud die Waffe nach, überdachte seine Situation und bemerkte den kreisenden Polizeihubschrauber.
Der Täter wendete und fuhr zurück nach Hohenwettersbach in die Straße „Rosengarten“, wo er auf dem Gehweg fünf ältere Menschen an einer Bushaltestelle stehen sah. Der Täter stieg aus und versuchte, eine Frau als Geisel zu nehmen, was ihm aufgrund der Gegenwehr ihres Ehemannes und eines Begleiters misslang. Der Täter gab daraufhin mehrere Schüsse ab, tötete die 61-jährige Frau und verletzte die beiden Männer schwer.

### Festnahme
Der Täter setzte nun seine Fahrt zum letzten Mal fort. Er fuhr in Hohenwettersbach über die Lindenstraße in Richtung Autobahn, unterquerte die Autobahn 8 durch eine Feldwegunterführung und fuhr, jetzt zurück in Grünwettersbach, über die Heidenheimer Straße wieder zur Wiesenstraße, von wo aus er den Weg einschlug, den er bereits etwa 40 Minuten zuvor befahren hatte.
Zu diesem Zeitpunkt waren der Polizei bereits Fahrzeugtyp, Farbe und Kennzeichen des entwendeten Autos bekannt. Die Zufahrts- und Verbindungsstraßen zu und zwischen den Höhenstadtteilen wurden nach und nach gesperrt, die Fahndung nach dem Pkw wurde aus der Luft durch einen Polizeihubschrauber koordiniert und unterstützt. Als das Fahrzeug des Täters entdeckt war, wurde die Verfolgung mit einem zivilen Fahrzeug aufgenommen, um beim Zugriff das Überraschungsmoment nutzen zu können.
Gegen 17:45 Uhr bog der Täter in die Hohenwettersbacher Straße ein, eine enge und steile Straße, die auf seiner Seite mit mehreren Fahrzeugen zugeparkt war. Als er wegen eines entgegenkommenden Fahrzeuges hinter einem geparkten Pkw halten musste, vermutete er in dem entgegenkommenden Auto die Polizei, woraufhin er die Hände hob. In diesem Moment rammte ihn das verfolgende zivile Fahrzeug der Polizei, schob ihn auf den geparkten Pkw auf und keilte ihn ein. Der Täter ließ sich daraufhin widerstandslos festnehmen.

## Juristische Aufarbeitung und Hintergründe
Der Tatablauf wurde wenige Tage nach der Tat von der Polizei und der Staatsanwaltschaft zusammen mit dem Täter rekonstruiert. Auf diese Rekonstruktion sowie auf ein späteres psychiatrisches Gutachten stützte sich das spätere Urteil maßgeblich.

### Rekonstruktion
Der Täter zeigte sich während der Rekonstruktion sehr kooperativ und erläuterte an den einzelnen Tatorten den genauen zeitlichen Ablauf sowie seine Positionen und die seiner Opfer. Die Rekonstruktion wurde von den ermittelnden Beamten mit einer Kamera aufgezeichnet.
Der Kriminaldirektor Franz Burkhart bemerkte im Rahmen der Rekonstruktion des Tatablaufs, der Täter sei „nach der Tat nicht sonderlich erregt, sondern in Anbetracht der Tat eher gleichgültig“ gewesen; darüber hinaus sei der Täter „sehr bemüht“ gewesen, den Tatablauf detailliert darzustellen. Diese Kooperation wurde dem Täter aus Sicht seines Rechtsanwalts falsch ausgelegt; es hieß später im Prozess, er hätte „sich selbstdarstellerisch betätigt“.
Einige direkte Anwohner reagierten sehr aufgebracht, als der Täter unter Bewachung der Polizei auf der Straße stand und die Abläufe erläuterte. Laut Aussage seines Anwalts herrschte „Lynchklima“, und es fielen mehrfach Rufe wie „Bringt ihn um“.

### Prozess
Der Täter wurde vor dem Prozess psychiatrisch begutachtet; er sei „kein berechnender Killer, sondern ein Täter ohne erkennbares Motiv“. Der Prozess vor der Schwurgerichtskammer des Landgerichts Karlsruhe fand im Oktober 1986 statt.
Seine Tat wurde dem Angeklagten nicht als Schuld zugerechnet, da er laut Gutachter seit 1978 geisteskrank sei. Es wurde festgestellt, dass eine Behandlung auf absehbare Zeit kaum zum Erfolg führen würde, da die Persönlichkeitsverformung zu weit fortgeschritten sei und keine Krankheitseinsicht bestehe. An der außerordentlichen Gefährlichkeit des Täters sei nichts zu ändern, eine medikamentöse Behandlung sei wenig erfolgversprechend.
Dem Täter wurde eine schwere geistig-seelische Erkrankung aus dem halluzinatorisch-schizophrenen Formenkreis bescheinigt; er wurde ohne zeitliche Begrenzung in ein psychiatrisches Landeskrankenhaus eingewiesen. Auch 2015 soll er sich noch in einem psychiatrischen Krankenhaus befunden haben.

### Hintergründe des Täters
Die Ursachen für die Erkrankung des Täters, die letztlich zu der Amokfahrt geführt hatte, liegen in seinem Minderwertigkeitsgefühl und seiner Waffenliebe und reichen bis in seine Kindheit zurück.

#### Familiäre Hintergründe
Seine Mutter hatte ihn sehr verwöhnt, es bestand laut Bewährungshelfer „ein enges und inniges Verhältnis“. Sie starb 1977, der Täter kam mit diesem Verlust nicht zurecht. 1980 starb auch sein Vater, ein Korbmacher mit Alkoholproblemen, zu dem er kein gutes Verhältnis hatte. Ab diesem Zeitpunkt hatte der Täter so gut wie keine Sozialkontakte und familiären Bindungen mehr.
Der Täter arbeitete nicht mehr, da er glaubte, von seinem Erbe in Höhe von rund 29.000 DM (entspricht in etwa einer Kaufkraft von rund 32.000 € im Jahr 2015) auf Dauer leben zu können. Zu seiner wesentlich älteren Halbschwester, der Tochter seiner Mutter aus erster Ehe, war das Verhältnis angespannt.

#### Illegaler Waffenbesitz und Bewährungsstrafe
Bereits ab 1972 hatte sich der Täter, teilweise im nahen Frankreich, mehrere Schusswaffen gekauft. Gegenüber seinem Rechtsanwalt äußerte er sich später, dass er „ein schwächliches und kränkliches Kind“ gewesen und oft von Mitschülern gehänselt und verprügelt worden sei. Als er im Jugendalter dann einmal mit einer Korkenpistole seinem größten Widersacher ins Gesicht geschossen habe, habe er auf einmal die Macht einer Waffe gespürt und dieses Gefühl genossen. Ab diesem Zeitpunkt habe man ihn in Ruhe gelassen; das Gefühl der Macht habe in ihm die „Liebe“ zu Waffen geweckt.
Im Frühjahr 1981 förderte eine überraschende Hausdurchsuchung zwei Faustfeuerwaffen und sechs Gewehre zutage, darunter auch mehrere seinerzeit nicht erlaubnispflichtige Vorderlader. Im April 1982 wurde er wegen unerlaubten Waffenbesitzes zu 10 Monaten Haft auf Bewährung verurteilt und ihm ein gerichtlich bestellter Bewährungshelfer zugewiesen, der in den folgenden drei Jahren sein nahezu einziger regelmäßiger Sozialkontakt sein sollte.

#### Verfolgungswahn und Abschottung
Ab 1982 traten erste psychische Probleme auf. Er nahm an, von den Nachbarn vergiftet zu werden, und vermutete körperliche Schäden, denen er selbst entgegenzuwirken versuchte. So begann er, große Mengen an Kaffee und Bier zu trinken, um eine befürchtete Nierenschädigung durch „Ausschwemmen der Gifte“ zu „kurieren“. Darüber hinaus befürchtete er, von seiner Schwester mit Schlaftabletten vergiftet zu werden, um von ihr um sein Erbe gebracht zu werden.
Als der Täter den Kontakt zum Bewährungshelfer, der bis zur Tat sein einziger Kontakt zur Außenwelt war, immer mehr blockierte, suchte ihn dieser in seinem Haus auf; dabei stellte der Bewährungshelfer fest, dass sich der spätere Täter gewissermaßen in seinem Haus verbarrikadiert hatte. Bei der Durchsuchung des Hauses nach der Amokfahrt fanden die Ermittler zudem selbstgebaute „Schutzvorrichtungen“, da er befürchtete, von den Nachbarn durch Gase vergiftet zu werden; so schlief der Täter in der Küche in einer Hängematte, die mit einer Zeltplane überspannt war. Beim Schlafen setzte er sich eine Atemmaske auf, die von einem Belüftungsgerät mit frischer Luft von außen versorgt wurde.
Der Bewährungshelfer erkannte den psychisch labilen Zustand des Täters und bemühte sich mehrfach um eine fachärztliche Untersuchung und eine Einweisung in die Psychiatrie, die jedoch trotz wochenlanger Anstrengungen des Bewährungshelfers von den Behörden nicht vorgenommen wurde.

#### Psychische Erkrankung
Ab 1983 „flüchtete“ der Täter immer öfter aus seinem Haus, um sich der vermeintlichen Vergiftung durch die Nachbarn zu entziehen; so wurde der Täter aufgrund seines auffälligen Verhaltens in Pforzheim nachts von einem Streifenpolizisten aufgegriffen. Bei der anschließenden Vernehmung machte er einen verängstigten und verwirrten Eindruck, weshalb er zu seinem eigenen Schutz die Nacht in der Arrestzelle des Polizeireviers Pforzheim-Nord verbrachte und am nächsten Morgen der Gesundheitsbehörde vorgestellt wurde:

„Herr (Name des Täters) wurde auf Veranlassung der Polizei von 8:30 bis 9 Uhr amtsärztlich untersucht. Bei der Untersuchung war Herr (Name des Täters) voll orientiert. Er war zunächst reserviert. Er erklärte, es gehe niemanden etwas an, was für Krankheiten er habe. Aus gesundheitlichen Gründen habe er mit den Freunden nicht mehr mithalten können. Er sei sehr anfällig für Erkältungskrankheiten, jedoch am meisten belaste ihn die Schlaflosigkeit. Er besorge nachts seinen Haushalt und schlafe dann am Tage bis gegen 15 Uhr. Seit 1980 sei er bei keinem Arzt mehr gewesen. Es wurde Herrn (Name des Täters) nahegelegt, wegen der Schlaflosigkeit einen Nervenarzt zu konsultieren. Es wurden ihm Adressen mitgegeben. (Unterschrift der medizinischen Direktorin)“

Auf den zunehmenden Verfolgungswahn und den beginnenden Realitätsverlust weisen auch Auszüge aus Briefen des Täters hin, die bei den Ermittlungen nach der Tat zur Beurteilung seines psychischen Zustands berücksichtigt wurden:

„Heut Morgen, als ich beim Kaffeetrinken die Zeitung las, kam mir der gute Gedanke, mein Privattestament zum Besseren sofort und augenblicklich zu ändern. Begründung: Ich hab gemerkt, dass ich mein Testament voreilig und unüberlegt niedergeschrieben habe. Meine Halbschwester und Familie spekuliert auf meinen vorzeitigen Tod. Sie besorgt mir nicht einmal das Medikament, das ich doch so dringend zur Leberbehandlung bräuchte. Sie setzt darauf, dass bald der Tag kommen wird, wo es mich umschmeißen wird. Wo sie leichtes Spiel haben wird. Sie wünscht sich, dass ich im Bett daniederliegen werde, die Zeit da ist, wo ich mich nicht mehr wehren kann. Liege ich im Bett danieder, hat sie leichtes Spiel, kann mich terrorisieren, wie sie will, z. B. beim Schlafen stören, die lebensnotwendige Nahrungsaufnahme bewusst verzögern, mich sonstwie physisch wie psychisch gemeinhin langsam fertig zu machen. Aus diesem Grund schreibe ich eine Stellungnahme. (Vorname und Nachname des Täters), den 31.05.1985“

Nach Aussage eines Rechtspflegers des Amtsgerichts Ettlingen strebte die Halbschwester des Täters aufgrund seines psychisch labilen Zustands seine Entmündigung an, da er sie mehrfach bedroht und geschlagen habe. Sie befürchtete jedoch weitere Übergriffe des Täters, da diesem ein Duplikat des Antrags auf Entmündigung zugestellt werden würde. Aus diesem Grund zog sie ihren Antrag auf Entmündigung zurück.
Die Einstellung des Täters gegenüber seiner Halbschwester beschreibt er in dem Brief vom Mai 1985 wie folgt:

„Nun zu meiner Halbschwester. Wenn ich sie anrufe und was von ihr verlange, z. B. mich mit dem Auto da oder da hin zu fahren, verneint sie, sagt am Telefon eiskalt nein. Das ärgert mich fürchterlich, bringt mich fast zur Weißglut, lässt mich fast ausrasten, regt mich arg auf. Ich schimpfe dann fürchterlich, bin vor Wut geladen, heiße meine Halbschwester in Gedanken dann alles Mögliche. Ich hätte nie gedacht, dass ich eine so schlechte Halbschwester habe. (…) Zu meiner Zurechnungsfähigkeit. Am Freitag war ich in Karlsruhe im Gesundheitsamt. Hab einen Arzt stark beeindruckt. Er ist Zeuge für meine geistige Gesundheit. Dann ging ich zu Bewährungshelfer (Name). Führte ein Streitgespräch mit ihm. Er war stark beeindruckt. (Vorname und Nachname des Täters).“

Im Juni 1985 setzt sich der Täter abermals mit seinem Gesundheitszustand auseinander:

„Auf was für dumme Gedanken man kommt, wenn einen die Angst ums Erbe schlimm plagt. (…) Dann kam ich auch noch auf die nicht sehr gute Idee, die Jahre, in denen ich unfallfrei Auto fuhr, als Beweis meiner geistigen Gesundheit schriftlich aufzuführen. Ich war der Ansicht, dass ein Mensch, der tagtäglich Auto fährt und am Straßenverkehr teilnimmt, nur sehr schwer zu entmündigen sei. Wenn man genau überlegt, stimmt das ja auch. () Noch einmal muss ich sagen, dass ich diesen Widerruf im Vollbesitz meiner geistigen Kräfte niedergeschrieben habe. Ich weise auf Vollbesitz meiner geistigen Kräfte hin, weil ich annehmen muss, dass meine Halbschwester das zweite Privattestament gerichtlich anfechten wird. Sie versucht es vermutlich mit Unzurechnungsfähigkeit.“

Zu diesem Zeitpunkt bemühte sich der Bewährungshelfer, der die sich zuspitzende Situation erkannt hatte, schon intensiv um eine fachärztliche Untersuchung und die Einweisung des Täters in eine Psychiatrie, die von den zuständigen Behörden jedoch nicht angeordnet wurden.

#### Zuspitzung der Situation kurz vor der Tat
Anfang August 1985 meldete sich der Täter bei der Polizei Ettlingen. Er erschien dort persönlich und bat um Hilfe; man „blase Gas in seine Fenster“. Beamte gingen daraufhin mit ihm in seine Wohnung, suchten nach Auffälligkeiten, konnten aber nichts finden, was auf einen derartigen Angriff hindeutete. Dabei wurden jedoch mehrere Waffen gefunden und beschlagnahmt.
Die Polizei setzte sich daraufhin mit nahen Verwandten des Täters in Verbindung, die mit ihm ein „intensives Gespräch in seinem Sinne“ führten, damit er einen Arzt aufsuchte. Der spätere Täter zeigte sich nach dem Gespräch zunächst damit einverstanden und willigte einer fachärztlichen Untersuchung in der Klinik Langensteinbach ein.
Zwei Tage vor der Tat wurde der Täter in die Klinik Langensteinbach zur Untersuchung in der neurologischen Abteilung gefahren. Der Bewährungshelfer stand in telefonischem Kontakt mit der Klinik und bat darum, dass die Untersuchung möglichst zeitnah stattfinde, da er befürchtete, der Täter könne es sich während der Wartezeit wieder anders überlegen.
Am Tag der geplanten Untersuchung erhielt der Bewährungshelfer zunächst einen Anruf von der Polizei Ettlingen. Die Polizei war während seiner Abwesenheit in die Wohnung des Täters eingedrungen. Man habe dort einen weißen Behälter gefunden, in dem weitere Schusswaffen gelagert waren. Die Polizei beauftragte daraufhin den Bewährungshelfer, das zuständige Gericht zu kontaktieren, dass es die Aussetzung der Strafe wegen illegalen Waffenbesitzes zur Bewährung widerrufe. Daraufhin verständigte der Bewährungshelfer mündlich den zuständigen Richter in der Bewährungssache und kündigte einen schriftlichen Bericht an.
Gegen Mittag wurde dem Bewährungshelfer mitgeteilt, dass die Untersuchung fehlgeschlagen sei: Der Täter sei auf dem Klinikgelände aus dem Auto gesprungen und verschwunden. Der Bewährungshelfer verständigte daraufhin die Polizei und berichtete, dass der Täter in aufgeregtem und hilflosen Zustand unterwegs und sein Aufenthaltsort unbekannt sei. Die Polizei sagte, man wolle eine Streife zu seiner Wohnung schicken und ihn dort aufgreifen. Dies geschah nicht.
Ab diesem Zeitpunkt hatte der Täter keinen Kontakt mehr zur Polizei, seinen Verwandten und seinem Bewährungshelfer. Zwei Tage später kam es zur Amokfahrt.

## TV-Dokumentation
In einer TV-Dokumentation von 1991 wurde der Tathergang rekonstruiert. In zwei parallelen Erzählsträngen werden einerseits die Tat (vom Beginn in Busenbach bis zur Festnahme in Grünwettersbach) und andererseits der psychologische Hintergrund des Täters (von seiner Kindheit bis zur Einweisung in das psychiatrische Landeskrankenhaus) detailliert dargestellt.
Die 42-minütige Produktion enthält neben Interviews mit seinem Bewährungshelfer, den ermittelnden Beamten, Schulfreunden, Familienmitgliedern und Opfern des Täters sowohl Originalaufnahmen von den Tatorten, die direkt nach der Tat 1985 angefertigt wurden, als auch Aufnahmen von den Fahrwegen und Tatorten zum Zeitpunkt der Produktion 1991.
Aus einer Rezension:

„Bei seiner Verhaftung kochte Volkes Seele. Doch die vermeintlich ‚blutrünstige Bestie‘ bestand seit Jahren selbst nur noch aus Angst, war hochgradig psychisch krank. Christoph Felder verzichtete in seiner Rekonstruktion der Vorgeschichte dieser Bluttat auf Kommentare. Der Text aus dem Off war so nüchtern wie Gerichtsprotokolle und Sachverständigengutachten entnommen, begnügte sich mit biographischen Daten und deren psychologischer Deutung. Parallel dazu: die 15 Kilometer lange blutbefleckte Strecke zwischen dem Wohnhaus des Amokläufers und dem Ort seiner Überwältigung, aufgenommen mit subjektiver Kamera.“

### Zeitungs- und Zeitschriftenartikel
- Peter Vollmer: Bei Rekonstruktion der Bluttat führte Todesschütze Regie. Artikel in den Badischen Neuesten Nachrichten vom 5. September 1985.
- ders.: Empfehlung zur Untersuchung kam erst nach der Bluttat an. Artikel in den Badischen Neuesten Nachrichten vom 7. September 1985.
- ders.: Sein „Überlebenskampf“ endete in Amokfahrt. Artikel in den Badischen Neuesten Nachrichten vom 7. Oktober 1986.
- ders.: Amokläufer kommt in Psychiatrie. Artikel in den Badischen Neuesten Nachrichten vom 18. Oktober 1986
- Peter Bier: „Im Prinzip war es ein Unfall“. Artikel im Stern vom 9. Oktober 1986.

### TV-Dokumentation
- Christoph Felder: Amokläufer, D 1991, 42:00 min (kostenpflichtig)